# Arredatore di scena
L'arredatore di scena è a capo del dipartimento di decorazione del set nel settore cinematografico e televisivo, responsabile della selezione, progettazione, fabbricazione e approvvigionamento degli elementi scenici e architettonici di ogni set in un episodio di una serie televisiva, di uno spot pubblicitario, di un cortometraggio o di un film, a seconda delle indicazioni di sceneggiatura e/o della produzione. L'arredatore di scena più nel particolare è responsabile di ogni elemento decorativo, dall'illuminazione pratica alla mobilia, passando per i mobili, i tendaggi, rivestimenti per pavimenti, libri, oggetti da collezione, arredi esterni come parabole satellitari, canali d'acqua, lampioni, semafori, mobili da giardino e sculture e così via.
Gli arredatori di scena sono assunti dal produttore per il loro talento creativo per implementare l'interpretazione visiva della sceneggiatura e dei suoi personaggi e per le capacità tecniche e le competenze nella gestione dei progetti, inclusi il budget, la pianificazione e l'organizzazione del personale addetto alle scenografie.
Creativamente, i set di elementi di vestiario trasmettono umore, stile, periodo, luogo, genere, personaggio e retroscena e danno forma alle immagini visive del progetto. Lavorando con il production designer, approvato dal regista / produttore e dallo studio, insieme ai disegni e alle illustrazioni del dipartimento artistico, i decoratori di scena progettano, sviluppano planimetrie, fonti, costruzioni, programmi e infine supervisionano l'installazione delle decorazioni in ogni set, tra cui attrezzature industriali, apparecchi di illuminazione, grafica, mobili, opere d'arte, tendaggi, accenti decorativi, fiori, rivestimenti per pavimenti e decorazioni esterne per sostenere la storia.